# معركة سيدي خالف (1830)
معركة سيدي خالف هي المعركة الثالثة من الاستيلاء على الجزائر. وقعت في هضبة سيدي خالف حيث التقت قوات الغزو الفرنسي بقيادة لويس دي بورمن، الذي سيصبح مارشال فرنسا، وجيش أيالة الجزائر من إنكشارية ومتطوعين جزائريين بقيادة إبراهيم آغا إبراهيم الذي عينه حسين داي خليفة للآغا يحيى. خلال هذه المعركة تكبد الفرنسيون ما يقارب 700 بين قتيل وجريح وقتل الضابط الفرنسي أميدي دي غاسين دي بورمون، أحد أبناء المارشال دي بورمون قائد الحملة العسكرية لغزو الجزائر|. غير ان النتيجة النهائية كانت لصالح الفرنسيين الذين تمكنوا من التقدم خطوة أخرى نحو الجزائر العاصمة دار السلطان.

## خلفية

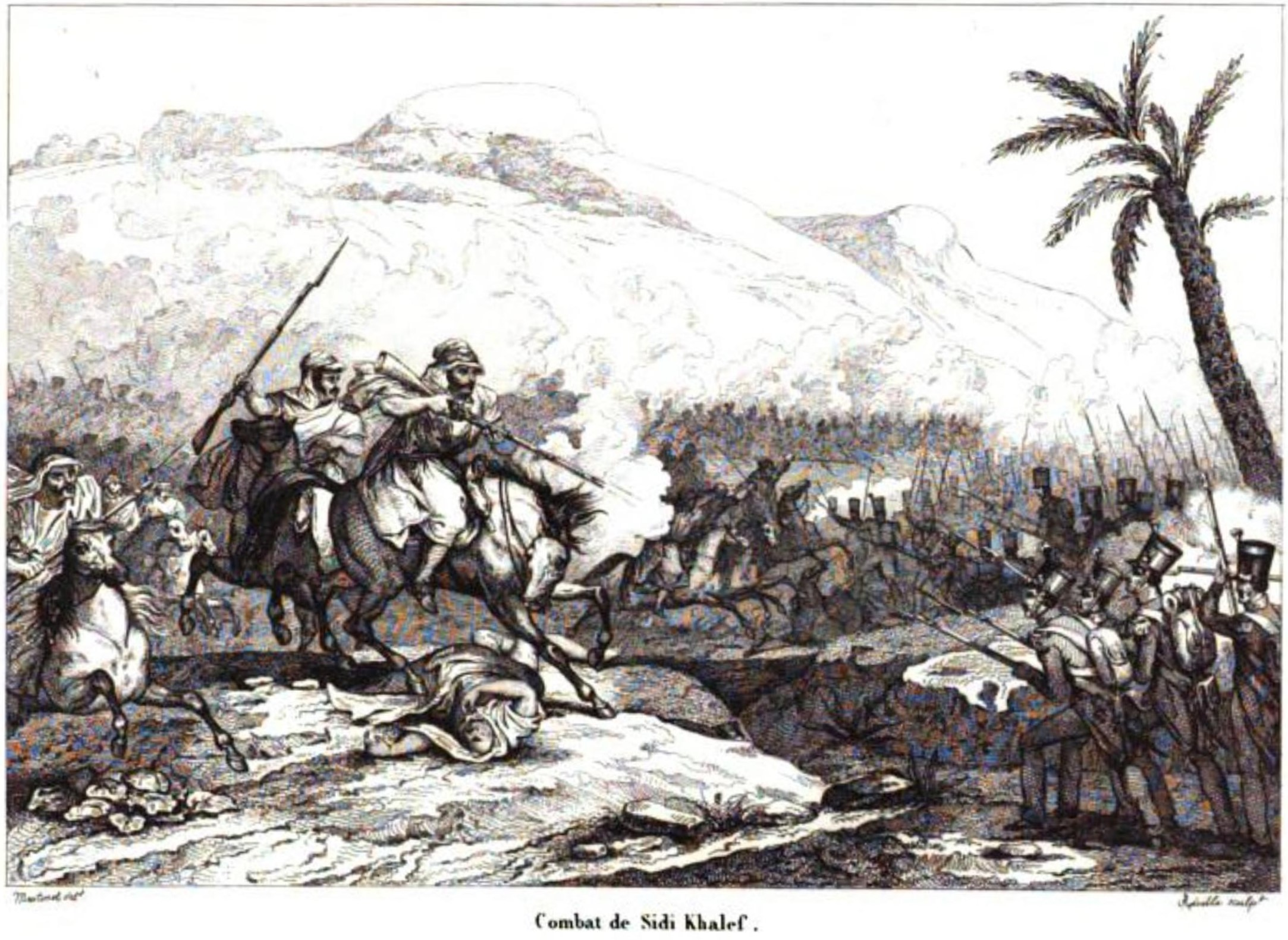
معركة سيدي خالف

رغم انتصار القوات الفرنسية في معركة سطاولي، قرر الجنرال دي بورمن عدم التقدم إلى مدينة الجزائر حتى تصل جميع قواته إلى اليابسة. في غضون ذلك، في الجزائر العاصمة، حاول الداي حسين خلال الأيام الثلاثة التالية جمع القوات التي كانت قد تفرقت بعد المعركة. مع مرور الوقت، وصل المزيد من الجنود إلى المدينة. وسرعان ما أعطى تقاعس الفرنسيين الواضح الثقة مجددًا للجزائريين، ما ساهم في تأجيل الهجوم الفرنسي المباشر على المدينة.

## المعركة
في صباح يوم 24 يونيو، عادت القوات الجزائرية إلى هضبة سطاولي وانتشرت أمام مواقع الحراسة الفرنسية. وعندما بدأت الفرقة الفرنسية الأولى التقدم نحوهم بتشكيل عمود، تراجعت القوات الجزائرية نحو قرية سيدي خلف على أطراف الهضبة. وبعد بعض الاشتباكات، دُحرت القوات الجزائرية بهجوم بالحراب. كانت الخسائر الفرنسية منخفضة للغاية في ذلك اليوم، لكن أميدي دي بورمون، أحد أبناء القائد العام الفرنسي الأربعة، كان من بين القتلى.